# Оравска Полхора
Оравска Полхора (слч. Oravská Polhora) насељено је мјесто са административним статусом сеоске општине (слч. obec) у округу Наместово, у Жилинском крају, Словачка Република.

## Становништво
| Година:    | 1994. | 2004.   | 2014.   | 2024.   |
| ---------- | ----- | ------- | ------- | ------- |
| Број људи: | 3305  | 3623    | 3874    | 4025    |
| Разлика:   |       | +9,62 % | +6,92 % | +3,89 % |

| Година:    | 2023. | 2024.   |
| ---------- | ----- | ------- |
| Број људи: | 4014  | 4025    |
| Разлика:   |       | +0,27 % |

Према подацима о броју становника из 2024. године насеље је имало 4025 становника.